# Formato FX

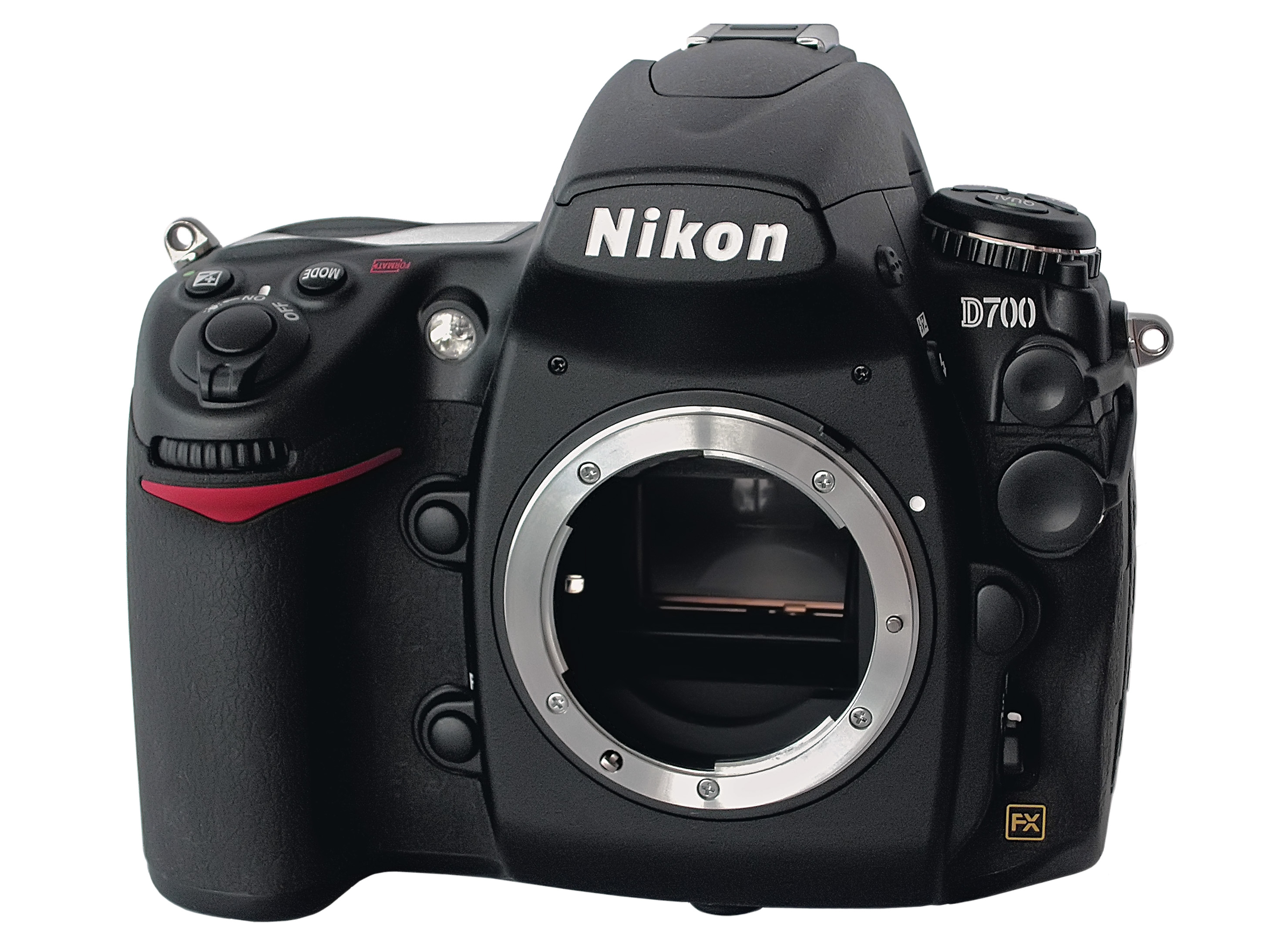
Nikon FX D700

Il formato FX, per le fotocamere digitali reflex di Nikon, è il formato del sensore detto anche full frame (FF o fotogramma intero), di dimensioni 36 × 24 mm circa, con rapporto d'aspetto 3:2 e diagonale di circa 43 mm, equivalente al formato Leica su pellicola, usato per più di mezzo secolo con le fotocamere di «piccolo formato», caricate con i rullini 135 ripieni di una striscia di pellicola cinematografica da 35 mm.
Le fotocamere Nikon dotate di questo sensore, oltre a poter utilizzare e sfruttare al 100% quasi tutti gli obiettivi Nikon F, sfoggiano la scritta "FX" in oro, posta nella parte anteriore, in basso, a destra. Alcuni di questi sensori sono prodotti da Sony.

## Specifiche sensori FX
I sensori FX finora utilizzati sulle Nikon digitali, sono: uno da 12,1 mpx con sensibilità 200-6400 ISO (nativi) impiegato su D3 e D700, uno da 12,1 mpx con sensibilità 200-12800 ISO (nativi) adottato su D3s, uno da 24,5 mpx usato dalla D3X con sensibilità 100-1600 ISO (nativi), uno da 16,2 mpx impiegato nella D4 con sensibilità 100-12800 ISO (nativi) ed uno da 36,3 mpx con sensibilità 100-6400 ISO (nativi) utilizzato da D800, una versione alternativa priva di filtro AA di questo sensore ed è usato sulle Nikon D800E.
Il sensore da 12,1 mpx di D3 e D700 è diventato celebre per le prestazioni ad alti ISO, ma non solo, quello di D3s è una diretta evoluzione del precedente e ha prestazioni ancora superiori in condizioni di scarsa illuminazione. 
Il sensore da 16 mpx di D4 e della Df (presentato nel gennaio 2012) rappresenta un'ulteriore evoluzione, la sensibilità massima non è stata ritoccata verso l'alto, ma è stata ulteriormente migliorata la resa alle alte sensibilità. 
Il punto di forza del sensore da 24,5 mpx della D3x, è l'elevata gamma dinamica, la miglior riproduzione dei colori e la risoluzione superiore rispetto ai precedenti modelli adottati.
| Risoluzione mpx | Fotocamera                  | Produttore      | Nome sensore         | Tecnologia |
| --------------- | --------------------------- | --------------- | -------------------- | ---------- |
| 12              | D3 / D700                   | Nikon           | Nikon NC81338L       | CMOS       |
| 12              | D3s                         | Nikon           | Nikon NC81361A       | CMOS       |
| 16              | D4 / DF / D4s               | Nikon           | Nikon NC81366W       | CMOS       |
| 20              | D5                          | Toshiba by Sony | Toshiba T4K54        | CMOS       |
| 24              | D3x                         | Sony            | Sony IMX-028         | CMOS       |
| 24              | D600 / D610 / D750          | Sony            | Sony IMX-128-(L)-AQP | CMOS       |
| 36              | D800 / D800E / D810 / D810A | Sony            | Sony IMX-094-AQP     | CMOS       |
| 46              | D850                        | Sony            | Sony IMX-309-AQJ     | BSI CMOS   |